# يوتا جاز
نادي يوتا جاز (بالإنجليزية: Utah Jazz)‏ هو نادي كرة سلة محترف في الولايات المتحدة الأمريكية، مقره مدينة سولت ليك سيتي (ويعني اسمها: مدينة البحيرة المالحة)، في ولاية يوتا، يخوض الجاز منافسات الرابطة الوطنية لكرة السلة (NBA) كأحد أعضاء القسم الغربي ومجموعة الشمال الغربي. منذ 1991، لعب الفريق مبارياته على أرضه في صالة ڤيڤينت سمارت هوم أرينا. وكان النادي قد تأسس كـفـريق جديد باسم نيو أورلينز جاز، في مدينة نيو أورلينز، ولاية لويزيانا؛ انتقل الجاز إلى سولت ليك سيتي في عام 1979.
كان الجاز أحد أقل الفرق نجاحاً في الدوري في أيامهم الأولى. فلم ينجحوا في الوصل للأدوار الإقصائية (البلاي أوف) في مواسمهم الـ10 أولى، ولكن بعد تأهلهم لبلاي أوف 1984، لم يغيبوا عنه مجدداً قبل عام 2004. خلال أواخر الثمانينات سطع نجم كل من جون ستوكتون وكارل مالون كاثنين من أهم اللاعبين على الساحة، وشكلّا واحدة من أشهر ثنائيات مركزي البوينت غارد(صانع اللعب)-الباور فورورد في تاريخ الـNBA. بقيادة المدرب جيري سلون الذي خلف فرانك لايدن في 1988، أصبح الجاز من أهم القوى في فترة التسعينات، ليبلغوا ذروتهم بالوصول إلى اثنين من نهائيات الـNBA في 1997 و1998، لكنهم خسروا كلا النهائيين ضد شيكاغو بولز بقيادة أسطورة كرة السلة الأمريكية مايكل جوردان.
انتقل كل من ستوكتون ومالون من الفريق في 2003. وبعد غياب ثلاثة مواسم متتالية عن البلاي أوف، برز الجاز مجدداً بقيادة صانع ألعابهم آنذاك ديرون ويليامز. على أية حال، في منتصف مشوار موسم 2010-11، بدأ الجاز عملية إعادة البناء بعد اعتزال سلون، وانتقال ويليامز إلى نيو جيرسي نيتس. منذ ذلك الحين، تأهلَ الجاز للبلاي أوف مرة واحدة فقط بقيادة المدرب تيرون كوربين في 2012. تم تعيين كوين سنايدر مدرباً للفريق في حزيران/يونيو 2014. قُيِّم الجاز من قبل مجلة فوربز المتخصصة عام 2015 بـ850 مليون دولار أمريكي، ليكون ترتيبه الـ20 بين أكثر الفرق قيمة في الـNBA، متقدماً على إنديانا بيسرز وأتلانتا هوكس.

## تاريخ النادي

### 1974–79: السنوات الأولى في نيو أورلينز
في السابع من حزيران/يونيو 1974، تم قبول نيو أورلينز جاز كفريق جديد في الرابطة الوطنية لكرة السلة (NBA). اختار مسؤولو الفريق هذا الاسم بسبب تعريفه في القاموس: الارتجال الجماعي. بدأ الفريق موسمه الافتتاحي في نيو أورلينز بالمشاركة في موسم 1974-75. أولى تحركات الفريق الكبيرة كانت المقايضة من أجل النجم بيت مارافيتش (والذي كان قد لعب على مستوى الجامعات لفريق جامعة ولاية لويزيانا) من أتلانتا هوكس، مقابل بطاقتين من الجولة الأولى لقرعة الدرافت وثلاث بطاقات جولة ثانية وبطاقة جولة ثالثة على مدار السنوات الثلاث التالية. على الرغم من أنه كان يُعتَبَر أحد أمتع اللاعبين في الدوري، كما أنه فاز بجائزة أفضل مسجل في 1977 بمعدل 31.1 نقطة في المباراة، فإن أفضل سجل للجاز في مدينة نيو أورلينز كان 39 فوز مقابل 43 هزيمة في موسم 1977-78. مارافيتش عانى من إصابات في الركبة منذ ذلك الموسم فما بعد.
صالات اللعب كانت مشكلة دائمة للفريق أثناء تواجده في نيو أورلينز. في الموسم الأول للجاز، لعبوا في مونيسيبال أوديتوريوم ولويولا فيلد هاوس التي كان ملعب كرة السلة فيها مرتفعاً جداً حتى أن اتحاد لاعبي الـNBA جعل الفريق يضع شباكاً حول الملعب كي لا يقع اللاعبون من الملعب إلى المدرجات. لاحقاً، لعب الجاز في لويزيانا سوبردوم لكن الأمور لم تتحسن بسبب الطلب العالي على الملعب وشروط الإيجار المرهقة ومشاكل ركبة مارافيتش المستمرة. كما أن الفريق واجه إمكانية ألا يستطيع استعمال الملعب لمدة شهر في كل سنة بسبب مهرجانات ماردي غرا. بعد سنوات، ادّعى سام باتيستون المالك والمؤسس للفريق أنه لم يكن هناك خطة طوارئ في حال تأهُل الجاز للبلاي أوف. لكن مدير السوبردوم في ذلك الوقت، بيل كيرل، قال بأن إدارة الملعب لطالما أرسلت قائمة من المواعيد المحتملة للعب البلاي أوف إلى إدارة الجاز، ولكن هذه الرسائل لم تتلقَ أية إجابة يوماً.
بعد نهاية الموسم الذي تبين لاحقاً أنه موسمهم الأخير في نيو أورلينز، تلقى الجاز صفعة جديدة عندما اختار لوس آنجلس ليكرز اللاعب ماجيك جونسون بالبطاقة الأولى لـدرافت عام 1979. البطاقة كانت ستكون من نصيب الجاز إن لم يبادلوها للحصول على اللاعب غيل غودريتش قبل سنتين. كما أن الجاز كانوا قد تخلوا عن موسى مالون من أجل استعادة واحدة من البطاقات الثلاث التي تخلوا عنها في مبادلة غودريتش؛ أصبحت صفقة التبادل هذه واحدة من أقل التبادلات توازناً وعدالة في تاريخ الـNBA بسبب ما حصل لاحقاً من ازدهار لجونسون ومالون الذين سطروا اسمهم في قاعة المشاهير (هول أوف فيم)، مقابل سنوات غودريتش غير الُمجْدية والمليئة بالإصابات في نيو أورلينز.

### الانتقال إلى يوتا
رغم أنهم بالكاد كانوا منافسين، فإن شعبية الجاز كانت جيدة في سنواتهم الخمس الأولى. لكن بحلول عام 1979، فإن الفريق كان سفينة غارقة من الناحية المالية. باري ميندلسون - نائب المدير التنفيذي في معظم السنوات الأولى - قال بأن أحد عوامل الأزمة المالية هي ضريبة التسلية البالغة 11٪ والتي كانت الأعلى في الولايات المتحدة في ذلك الوقت. أيضاً، لم ينجح الفريق بالحصول على الكثير من الدعم من قبل الشركات المحلية -وهو عامل مهم حتى في تلك الأيام- أو من قبل مستثمرين محليين.
توصل باتيستون إلى استنتاج بأن الفريق لن يبقَ على قيد الحياة في نيو أورلينز وقرر الانتقال إلى مكان آخر. بعد فحص عدة أماكن محتملة، قرر نقل الفريق إلى سولت ليك سيتي، على الرغم من أنها كانت سوقاً أصغر. سولت ليك سيتي كانت معقلاً لفريق يوتا ستارز التابع لاتحاد السلة الأمريكي ABA (قبل اندماجه مع NBA) بين عامي 1970 و 1976. كان فريق ستارز ذو شعبية هائلة في المدينة، كما ربح لقب ABA في موسمه الأول بعد الانتقال من لوس آنجلس. لكنهم انهاروا مالياً لأسباب غير مفهومة في موسمَيهم الأخيرين، وتم إغلاق الفريق من قبل الدوري بعد مرور 16 مباراة من موسم 1975-76 عندما لم يتمكنوا من دفع مستحقاتهم. على الرغم من أن ثقافة سولت ليك لم تشتهر بموسيقى الجاز، فإن الفريق قرر الاحتفاظ باسمه، كما احتفظ بألوانه الأصلية أيضاً؛ الأخضر والأرجواني (البنفسجي) والذهبي (وهي ألوان مهرجان ماردي غرا).

### 1979–84: حقبة فرانك لايدن
شهد حضور مباريات الجاز تراجعاً طفيفاً بعد انتقاله من نيو أورلينز إلى يوتا، بسبب الموافقة المتأخرة على الانتقال (حزيران/يونيو 1979) والتسويق السيء في منطقة سولت ليك سيتي. أجرت إدارة الفريق أولى تحركاتها بإحضار أدريان دانتلي ذو معدلات التسجيل العالية إلى يوتا مقابل سبينسر هايوود. حقق دانتلي معدل 28.0 نقطة في المباراة خلال موسم 1979-80 مما سمح للفريق بالتخلي عن بيت مارافيتش في وقت مبكر من السنة. عانى الفريق من سجل 24-58 (انتصار-هزيمة) في موسمه الأول، لكنه حصل بالمقابل على بطاقة الاختيار الثاني في درافت عام 1980، والذي استُعمِلَ لاختيار داريل غريفيث من لويفيل، ليكون قطعة جديدة من قطع إعادة البناء.
خلال موسم 1980-81، عانى الجاز مالياً وفوق أرضية الملعب على حدّ سواء. رغم امتلاكهم للمتألق باستمرار وأحد «كل-النجوم» (دانتلي) ومُسجِّل بمعدل 20 نقطة في المباراة (غريفيث) وصانع الألعاب الصاعد ريكي غرين، فقد فشل الجاز بتجاوز معدل 0.500 لينهوا الموسم بسجل 25-57.
غادر المدرب توم نيسالكه منصبه بعدما بدأ الجاز موسم 1981-82 بسجل 8-12، وحل مكانه المدير العام فرانك لايدن. تدريب لايدن لم يحسن الأمور في بداية المطاف، فقد أكمل الجاز الموسم بسجل 17-45 ليصبح سجلهم الإجمالي 25-57.
شهد درافت عام 1982 اختيار الجاز لـدومينيك ويلكينز. كان سيفضل الجاز اختيار إما جيمس وورثي أو تيري كامينغز، لكن هذين اللاعبين ذهبوا بالبطاقة 1 و 2 إلى الليكرز والكليبرز على التوالي؛ كان يوتا واثقاً بأن الليكرز سيأخذ ويلكينز وذلك كان سيعطيهم فرصة للحصول على واحد من المميزَين الآخرَين الذين يشغلون مركز الفورورد (وكانوا سيفضلون كامينغز على وورثي لأنه أظهر بأنه يستطيع اللعب في مركزي السمول فورورد والباور فورورد)، ما لم يكن يعلمه يوتا هو أن الليكرز قد أجرى أبحاثه عن كل من وورثي وويلكينز وقرروا اختيار وورثي بعد مخاوف حول أنانية ويلكينز الملحوظة. المشاكل المالية المستمرة لباتيتستون، مع توضيح ويلكينز لعدم رغبته باللعب في يوتا، جعلت الجاز يرسلون ويلكينز إلى أتلانتا مقابل جون درو وفريمان ويليامز. حتى مع وضع كل الظروف المحيطة بعين الاعتبار، فقد اتضح بأن هذا التبادل هو واحد من أسوأ عمليات المقايضة في تاريخ الـNBA. ويلكينز حظي بمسيرة جعلته يصل لـ قاعة المشاهير، بينما لم يتجاوز مجموع المواسم التي لعبها درو وويليامز مع الجاز الأربعة مواسم.
في موسم 1982-83، غاب دانتلي عن 60 من أصل 82 مباراة بسبب الإصابة، ليُحرَم الفريق من مسجل النقاط الرئيسي معظم الموسم. الوافد الجديد درو غاب كثيراً أيضاً، ولم يلعب سوى 44 مباراة. لتذهب قيادة الجاز إلى داريل غريفيث (22.2 نقطة كل مباراة) وريكي غرين (14.3 نقطة كل مباراة) وداني تشايز (12.4 نقطة في المباراة). السنتر المُبتدِئ مارك إيتون ذو 223.5 سنتيمتراً تولى منطقة البوست في سنته الأولى. الفريق أنهى الموسم 30-52، ليبقى خارج البلاي أوف مجدداً، لكنه كان سجلاً محسناً عن السنوات الأخيرة.
في درافت 1983، استعمل الجاز بطاقة الجولة الأولى (والتي كانت في الترتيب 7) لاختيار ثيرل بايلي، ولاحقاً أخذوا بوب هانسن في الجولة الثالثة بالبطاقة 54.
افتُتِح موسم 1983-84 كموسم الشك. الفريق كان يخسر المال، والإدارة كانت تخترع البدع، مثل لعب مباريات في توماس آند ماك سنتر في لاس فيغاس من أجل زيادة أرباح الفريق. كانت الشائعات تقول بأن الفريق سينتقل من يوتا بسبب نقص سيولة باتيستون المالية، والتي أصبحت أسوأ لأن الفريق يلعب في أصغر أسواق الدوري. على أية حال، فإن حظوظ الفريق على أرضية الملعب قد تحسنت، فالعائد من الإصابة أدريان دانتلي وجيف ويلكينس والمبتدئ ثيرل بايلي في مراكز الفورورد، بينما تقاسم مارك إيتون وريتش كيلي مهمة البوست، واستلم ريكي غرين وداريل غريفيث مراكز الغارد، كما قدم جون درو معدل 17 نقطة من مقاعد الاحتياط. أنهوا الموسم بسجل 45-37 وتصدروا مجموعة الوسط الغربي، ليكون هذا أول موسم بتاريخ الفريق يكون فيه عدد الانتصارات أكبر من الهزائم، وحققوا أول بطولة مجموعة في تاريخهم كذلك.
تأهلوا أيضاً للبلاي أوف، ليهزموا دينفير ناغيتس 3-2 في الدور الأول، ويواجهوا فينيكس صنز في الدور الثاني. على الرغم من امتلاكهم لأفضلية الأرض في سلسلة المباريات السبعة، فإن الجاز خسروا من الصنز الأكثر خبرة 4-2.
أنصار الجاز لم يكونوا سعداء عندما اختار الفريق صانع ألعاب غير معروف في الجولة الأولى من درافت 1984، جون ستوكتون. حتى أن أنصار الجاز الذين حضروا حفلة الدرافت أطلقوا صيحات استهجان على هذا الاختيار.

### 1984–2003 ستوكتون ومالون
شهد موسم 1984-85 بروز مارك إيتون كقوة دفاعية. ليحقق معدلات 5.56 بلوك (منع تسديد) و 9.7 نقاط و 11.3 ريباوند (متابعة الكرة المرتدة) في المباراة الواحدة، ويفوز بـجائزة الـNBA لأفضل لاعب دفاعي في السنة. أما الجانب السلبي، فلم يلعب جون درو سوى 19 مباراة ذلك الموسم، ليُحرَم الفريق من رجله السادس (الاحتياطي الأول) الذي كان يحرز الكثير من النقاط. لكن الجاز عادوا للبلاي أوف مجدداً، مواجهين هيوستن روكتس ولاعبيهم السنتر من فئة «كل-النجوم» حكيم عليوان ورالف سامبسون. أثبت الجاز قوتهم وانتقلوا للدور الثاني بالفوز 3-2 في هذه السلسلة. في الدور الثاني كان خصمهم هو دينفر ناغيتس المشهور بكثرة تسجيله، وخسر الجاز السلسلة ضدهم بنتيجة 4-1.
مشاكل الفريق المالية الأزلية استقرت نوعاً ما في نيسان/أبريل 1985، عندما اشترى تاجر السيارات لاري ميلر 50٪ من الفريق من باتيستون مقابل 8 ملايين دولار أمريكي. علماً أن باتيستون كان يبحث عن نقل الفريق من مدينته. في درافت عام 1985، أضاف الفريق كارل مالون.
أحدث مالون تأثيراً فورياً في موسم 1985-86، محرزاً معدلات 14.9 نقطة و 8.9 ريباوند في المباراة، ليدعم الإضافة التي يقدمها دانتلي. لكن اللاعب الأساسي داريل غريفيث غاب عن الموسم بسبب كسر الإجهاد، ليحوم الفريق حول معدل 0.500 بين فوز وخسارة معظم السنة. في بلاي أوف 1985-86، خسر الجاز في الدور الأول ضد دالاس مافريكس 3-1.
بعد نهاية الموسم في 1986، تم التواصل مع باتيستون لبيع الفريق إلى مارف وولفنسون وهارفي راتنر، والذين كانوا سينقلون الفريق إلى مينيابوليس في ولاية مينيسوتا. لاري ميلر لم يكن يرغب ببيع الفريق، ولكن نظراً لتفاصيل وبنود العقد في اتفاقيته مع باتيستون، فإنه كان من الممكن أن يتم شراء حصته من المالك الجديد إن رفض البيع. وصلت العروض إلى حد 28 مليون دولار أمريكي للفريق ككل في هذه العملية (كانت قيمة الجاز 16 مليون دولار أمريكي قبل أقل من سنة عندما اشترى ميلر نصف الفريق مقابل 8 ملايين). ميلر تدخل في اللحظات الأخيرة واشترى النصف الثاني من الفريق مقابل 14 مليون دولار أمريكي، ليلغي شراكته مع باتيستون ويُبْقِي الفريق في يوتا. وولفنسون ورانتر أصبحوا مؤسسي مينيسوتا تيمبروولفز لاحقاً، وللمصادفة كان الفريق على وشك أن يُباع وينتقل إلى نيو أورلينز عام 1994.
موسم 1986-87 كان موسم التغيير. أدريان دانتلي، نجم الفريق الذي حمله على عاتقه خلال سنواته الأولى في يوتا تم نقله إلى ديترويت مقابل كيلي تريبوكا، الذي تقاسم دقائق اللعب مع ثيرل بايلي. داريل غريفيث الذي عاد من إصابته التي غيبته عن موسم 1985-86 خسر مكانه الأساسي لصالح بوب هانسن. بينما تم منح ستوكتون المزيد من وقت اللعب في مركز البوينت غارد. رغم كل هذه التغييرات، أنهى الفريق الموسم بسجل 44-38 وتأهل للبلاي أوف لكنه خسر في الدور الأول من غولدين ستيت ووريرز.
بالنسبة لموسم 1987-88 فقد انتزع ستوكتون المركز الأساسي من ريكي غرين، وأسس مالون نفسه كواحد من أفضل لاعبي مركز الباور فورورد في الدوري. حقق الفريق سجّل 47-35، وهزم بورتلاند 3-1 في الدور الأول من البلاي أوف، ليلعب الدور الثاني ضد بطل الموسم السابق لوس آنجلس ليكرز. فاز لوس آنجلس بالمباراة الأولى على أرضه، ليرد الجاز بالانتصار في المباراة الثانية في لوس آنجلس بنتيجة 101-97، ثم تقدم الجاز 2-1 بنتيجة السلسلة بعد انتصاره في المباراة الثالثة في سولت ليك سيتي. خسر الجاز المباراة الرابعة والخامسة، لكنهم فازوا بالسادسة 108-80 ليعادلوا السلسلة 3-3. في المباراة السابعة والحاسمة، فاز الليكرز بنتيجة 109-98. أظهر الجاز أنهم لم يعودوا ذلك الفريق سهل المنال كما كانوا في أيامهم الأولى.

#### 1988–90: وصول جيري سلون
خلال موسم 1988-89، تنحى فرانك لايدن عن منصبه كمدرب للجاز بعد أول 17 مباراة، وتم تعويضه بـ جيري سلون. فاز الجاز بـ51 مباراة وببطولة مجموعة الوسط الغربي، حيث نما وتحسن الفريق ككل. مالون وستوكتون وكذلك مارك إيتون كانوا قادة الفريق، بالإضافة لاختيارهم جميعاً لمباراة «كل-النجوم». فاز إيتون بجائزة أفضل لاعب دفاعي للمرة الثانية، وبدا أن الجاز جاهزون للخطوة المقبلة بعدما أجبروا الليكرز على لعب 7 مباريات في نصف نهائي القسم الغربي في الموسم الماضي. لكن الجاز الذي حل في المركز الثاني في الموسم، خرَجَ من الدور الأول على يد صاحب المركز السابع غولدين ستيت ووريرز وفي ثلاث مباريات فقط.
في السنة التالية، 1989-90، أجرى الجاز بعض التغييرات. ثيرل بيلي الذي حقق للفريق معدل 19 نقطة في المباراة في الموسم السابق، وجد دقائق لعبه تتناقص لصالح المُبتدِئ بلو إدواردز، الذي لعب دوراً بارزاً مع الفريق. النتيجة كانت أفضل سجل فوز-خسارة في تاريخ الفريق، حيث أنهى الجاز الموسم بسجلّ 55-27 ليحل ثانياً في القسم خلفَ سان أنطونيو سبيرز (56-26). حظي مالون بأفضل مواسمه إحصائياً، بمعدلات 31 نقطة و 11.1 ريباوند في المباراة. ستوكتون حقق معدل 17.2 نقطة و 14.5 آسيست (صناعة) في المباراة، وكلاهما أعلى رقم له في مسيرته، ليتصدر الدوري في عدد الأسيست ومعدل الأسيست في ذلك الموسم. في البلاي أوف، واجه الجاز فينيكس صنز بقيادة «كل-النجوم» توم تشامبرز وكيفن جونسون. ألحق الصنز الهزيمة بالجاز بنتيجة 3-2، ليتساءل الجميع: كيف يمكن للجاز أن يقوم بعمل ممتاز في الموسم ثم يفشل بالتقدم في البلاي أوف؟

#### 1990–96 العمل من أجل المنافسة على البطولة
لموسم 1990-91، قام الجاز بخطوة أخرى لتحسين الفريق. بتبادل ثلاثي هذه المرة، تم جلب جيف مالون إلى يوتا قادماً من واشنطن بوليتس، بينما أرسل يوتا كل من إريك ليكنر وبوب هانسن إلى ساكرامنتو كينغز، وأرسل الكينغز بيرفيس إليسون إلى واشنطن.
بدأ الجاز موسمهم بسجل 22-15، قبل أن يحققوا 27-8 في كانون الثاني/يناير وشباط/فبراير، مع الوافد الجديد جيف مالون الذي سجل معدل 18.6 نقطة ذلك الموسم، ليصبح لدى الجاز ثلاث خيارات للتسجيل (كارل مالون، جيف مالون وجون ستوكتون - سجل الثلاثة معدل 64.8 نقطة من أصل 104 نقاط كمعدل للفريق في المباراة). أنهى الجاز موسمهم 54-28، وحلوا ثانياً في المجموعة خلف سان أنطونيو بفارق مباراة واحدة. في البلاي أوف، واجه الجاز فريق فينيكس صنز للسنة الثانية على التوالي. حقق الجاز فوزاً ساحقاً في المباراة الأولى وعلى ملعب فينيكس 129-90، ليوضح مسار السلسلة التي انتهت بفوز الجاز 3-1. واجه الجاز بعدها أبطال القسم الغربي في الموسم السابق، بورتلاند تريل بليزرز. لعب الجاز بشكل جيد، وأبقى النتائج متقاربة في معظم المباريات لكنهم خسروا السلسلة 4-1 لصالح فريق تريل بليزرز الأكثر خبرة وذو التشكيلة الأكثر عمقاً.
أثبت موسم 1991-92 بأنه أنجح موسم في تاريخ الجاز حتى ذلك الوقت. انتقلوا إلى دلتا سنتر، صالة من أحدث طراز وذات سعة 19,911 مقعداً. كانت دلتا سنتر تطوراً هائلاً بالمقارنة مع سولت بالاس التي احتوت 12,000 مقعداً فقط، كما افتقرت للأجنحة الفاخرة والمساحة التجارية.
في وقت مبكر من السنة، تم إجراء المبادلة التي أحضرت تيرون كوربين، مدافع صلب من مينيسوتا مقابل محبوب الجماهير ثيرل بايلي. حقق الجاز 55-27، وفاز بلقب مجموعة الوسط الغربي للمرة الأولى منذ عام 1989 ليتطلعوا للتقدم أكثر في البلاي أوف هذه المرة. في البلاي أوف، هزم الجاز لوس آنجلس كليبرز في الدور الأول 3-2، ثم هزموا سياتل سوبر سونيكس في الدور الثاني 4-1، ليصلوا إلى نهائي القسم الغربي للمرة الأولى، حيث واجهوا بورتلاند تريل بليزرز الذي هزمهم مجدداً 4-2 وحرمهم مرة أخرى من رحلة النهائي.
موسم 1992-93 كان خيبة أمل مقارنةً مع السنة السابقة، مع علامة 47-35 والمركز الثالث في القسم. مركز السنتر الذي شغله مارك إيتون لمعظم العقد الماضي، أصبح موضع شك وَسْطَ معاناته من الإصابات والتقدم في السن. النقطة المضيئة كانت استضافتهم لأحداث نهاية أسبوع «كل-النجوم». خسر الجاز 3-2 من سياتل سوبر سونيكس في الدور الأول من البلاي أوف. بعد نهاية الموسم، عالج الفريق مركز السنتر بالحصول على خدمات فيلتون سبينسر من مينيسوتا، مقابل السنتر الاحتياطي مايك براون.
خلال موسم 1993-94، نقلَ الجاز جيف مالون إلى فيلادلفيا سفنتي سيكسرز مقابل الشوتنغ-غارد جيف هورناسيك. هورناسيك تناغم جيداً مع ستوكتون، وتحسن سجل الجاز إلى 53-29. في البلاي أوف، واجه الجاز فريق سان أنطونيو في الدور الأول، ليغلقوا المنافذ على أفضل مسجل في الـNBA ديفيد روبينسون. روبينسون كان لديه معدل 29.8 نقطة ونسبة تسديد 50% خلال الموسم، هذه الأرقام انخفضت إلى 20 نقطة و41% في السلسلة التي ربحها يوتا 3-1. أخمد بعدها الجاز محاولات فريق دينفير ناغيتس في نصف نهائي القسم الغربي بفوزههم 4-3 (بعدما كانوا قريبين من تضييع تقدم 3-0)، ليصلوا نهائي القسم الغربي حيث خسروا 4-1 ضد بطل الدوري في تلك السنة هيوستن روكتس.
في موسم 1994-95، كان لدى الجاز موهبة وعمق تشكيلة يجعلهم مرشحين لمنافسة جدية على البطولة. لكنهم خسروا لاعبهم الأساسي فيلتون سبينسر بعد 34 مباراة من الموسم بسبب تمزق وتر العرقوب. رغم إصابة سبينسر، أنهى الجاز موسمهم بسجلّ 60-22، لكنهم خسروا على يد هيوستن روكتس 3-2 في الدور الأول من البلاي أوف.
تمت إضافة غريغ أوستيرتاغ للفريق من أجل موسم 1995-96. حقق الجاز سجلّ 55-27، ووصلوا نهائي الغرب للمرة الثالثة في تاريخهم، وكانوا على مقربة من العودة من خسارة 3-1 في السلسلة، لكنهم خسروا 4-3 ضد سياتل سوبر سونيكس في نهاية المطاف.

#### 1996–2003: السنوات الأخيرة من مالون وستوكتون
في الموسمين التاليين، تمكن الجاز من الاستفادة من نجاحاتهم في الموسم. في 1996-97، حقق الجاز أفضل سجلّ في تاريخهم (64-18)، وحققوا لقب مجموعة الوسط الغربي، كما أنهم حققوا أفضل سجلّ في القسم الغربي. تألف الفريق من اللاعبين ستوكتون ومالون وهورناسيك بالإضافة لـبـريون راسل وأنطوان كار وهوارد إيزلي وشاندون آندرسون. أحرز مالون لقب إم-في-بي «أكثر لاعب ذو قيمة» (MVP) للمرة الأولى عن الموسم العادي، وذلك بعد تحقيقه لمعدلات 27.4 نقطة و 9.9 ريباوند و 4.5 آسيست في كل مباراة.
وصل الجاز إلى نهائي الـNBA للمرة الأولى، بعدما هزموا لوس آنجلس كليبرز 3-0 و لوس آنجلس ليكرز 4-1 و هيوستن روكتس 4-2 في البلاي أوف. قابل الجاز بعدها مايكل جوردان وفريقه شيكاغو بولز في النهائي، ليخسروا 4-2، مع انتهاء آخر مباراتين في الثواني الأخيرة (وبنتيجتي 90-88 و 90-86).
بعد انتهاء الموسم، لم يقم الجاز بأية تغييرات في تشكيلتهم. مع اقتراب موسم 1997-98، كان متوقعاً أن يكونوا مرشحين للبطولة مجدداً. لكن ستوكتون تعرض لإصابة جدّية في الركبة قبل الموسم، أبعدته عن أول 18 مباراة، وكان سجلّ الجاز فيها 11-7. بعد عودته حقق الجاز 51 فوز مقابل 13 خسارة، لينهوا الموسم بسجلّ 62-20، ويربحوا لقب مجموعة الوسط الغربي بالإضافة لأفضلية لعب مباريات أكثر على أرضهم في البلاي أوف.
في البلاي أوف، تغلبوا على هيوستن روكتس 3-2، وسان أنطونيو سبيرز 4-1، ليتأهلوا إلى نهائي القسم الغربي للسنة الثالثة على التوالي. واجه يوتا بتشكيلته الخبيرة المؤلفة من ستوكتون ومالون وهورناسيك فريق لوس آنجلس ليكرز بقيادة نجم النجوم شاكيل أونيل واللاعبين إيدي جونز ونيك فان إكسل، بالإضافة إلى الشاب كوبي براينت. ضَبَطَ الجاز إيقاع السلسلة مباشرةً بفوزهم 112-77 في المباراة الأولى. المباراة الثانية انتهت بفوز الجاز 99-95، أما المباراة الثالثة والرابعة في مدينة لوس آنجلس فقد حُسِمتا بفارق معدله 7.5 نقطة. لقد اجتاح الجاز الليكرز 4-0 واستحقوا رحلة ثانية متتالية لنهائي الدوري.
في نهائي عام 1998 (مجدداً ضد شيكاغو بولز)، فاز الجاز بالمباراة الأولى على أرضهم 88-85 بعد لعب وقت إضافي. لكن البولز تجاوزوا بدايتهم البطيئة ليفوزوا بالمباراة الثانية 93-88، قبل أن يحسموا المباراة الثالثة بسهولة 96-54، ثم ربحوا المباراة الرابعة 86-82 ليتقدموا بنتيجة 3-1 في السلسلة. قاتل الجاز للعودة وفازوا بالمباراة الخامسة خارج أرضهم 83-81، ليصبحوا متأخرين بفارق مباراة في السلسلة، مع أفضلية لعب المباراة السادسة (والسابعة إن اقتضى الأمر) في سولت ليك سيتي. تقدم الجاز بالنتيجة في معظم مراحل المباراة السادسة، لكن البولز صمد وبقي قريباً، وفي الثواني الأخيرة من المباراة، اختطف مايكل جوردان الكرة من مالون في الاستحواذ الأخيرة للجاز، قبل أن يقفز ويسدد (جمب-شوت) ليربح المباراة 87-86، والسلسلة 4-2 لفريقه شيكاغو.
في موسم 1999، والذي اقتصر على 50 مباراة بسبب الإضراب، أنهى الجاز الموسم بسجلّ 37-13، متعادلاً مع السبيرز كأفضل سجلّ في الدوري. يوتا جاز هزم ساكرامنتو كينغز في 5 مباريات ضمن أول أدوار البلاي أوف، قبل أن يخسروا في الدور الثاني ضد بورتلاند تريل بلايرزز. رغم خيبة الأمل الجديدة، فإن مالون توج بجائزة الـMVP للمرة الثانية.
خلال موسم 1999-2000، أنهى الجاز الموسم 55-27 وفاز بلقب مجموعة الوسط الغربي، لكنهم عانوا مجدداً في البلاي أوف وهُزِموا في الجولة الثانية على يد بورتلاند تريل بلايزرز. بعد نهاية الموسم، أعلن هورناسيك اعتزاله، بينما تم نقل هوارد إيزلي ضمن صفقة تبادل شملت 4 فرق وحصل الجاز فيها على دونيل مارشال. اختار الجاز لاعب الثانوية الواعد ديشون ستيفنسون في الجولة الأولى من درافت عام 2000.
في موسم 2000-01، ذهب الجاز لنتيجة 53-29 في الموسم، لكنهم خسروا في البلاي أوف بعد تضييعهم لتقدم 2-0 في الدور الأول ضد دالاس مافريكس الذي عاد من بعيد وفاز 3-2. ليكون هذا أكثر خروج مبكر من البلاي أوف منذ موسم 1994-95.
في موسم 2001-02، قام آندريه كيرلينكو بظهوره الأول كمُبتدِئ، محرزاً معدلات 10.7 نقاط و 4.9 ريباوند و 1.91 بلوك في المباراة. بدأ الفريق الموسم بدايةً بطيئة لتكون نتائجه 16-15 في أول شهرين، كما اختتم الموسم بنتائج 12-13 ليصبح مجموعه الكلي 44-38. ثم خسروا 3-1 على يد ساكرامنتو كينغز في الدور الأول من البلاي أوف.
قبل بداية موسم 2002-03، انتقل مارشال وراسل إلى فرق أخرى، وتم إحضار مات هاربرينغ من فيلادلفيا سيفنتي سيكسرز ليشغل مركز الفورورد الأساسي إلى جانب مالون، ويحرز معدلات 17.6 نقطة و 6.6 ريباوند (أفضل معدلات في مسيرته). اقترب الجاز من تحقيق 50 انتصاراً في الموسم، لكنهم أنهوه مع 47-35. واجهوا ساكرامنتو كينغز مجدداً في البلاي أوف و خرجوا من الدور الأول بخسارتهم للسلسلة بنتيجة 4-1.
بعد نهاية الموسم، جاءت نهاية هذا العصر، باعتزال ستوكتون، ومغادرة مالون كلاعب حر للانضمام إلى لوس آنجلس ليكرز.

### 2003–05: إعادة البناء
مع خسارتهم لأهم لاعبَين في فريقهم، افتقد الفريق للأساس اللازم للمنافسة موسم 2003-04. وتوقعت لهم العديد من المجلات المتخصصة أن ينهوا الدوري بالقرب من أسفل جدول الترتيب، ومن ضمنهم مجلة سبورت إلاستريتد. أنهى الجاز الموسم مع سجل 42-40. حيث احتوى الفريق على العديد من اللاعبين غير المعروفين الذين برزوا كمساهمين رئيسيين، منهم كيريلينكو ورجا بيل وكارلوس أرويو. كيريلينكو تحديداً، أظهر مهاراته المتعددة في الجانبين الدفاعي والهجومي، ليكسب مكاناً في مباراة كل النجوم. تغيب الجاز عن البلاي أوف بفارق مباراة واحدة لصالح دينيفر ناغيتس، لتنتهي سلسلة 20 سنة متتالية من الحضور الدائم في البلاي أوف. حل جيري سلون ثانياً في تصويت مدرب العام، وراء هوبي براون مدرب ميمفيس غريزليس.
خلال الموسم، أجرى الفريق عدة تحركات لتغيير التشكيلة؛ فتعاقدوا مع كارلوس بوزر ومحمد أوكور كلاعبَين حرَّين، ومددوا عقود كارلوس أرويو وغوردان جيريتشيك.
موسم 2004-05 تميز بالإصابات، بدايةً لأرويو وراؤول لوبيز، ثم لبوزر وكيريلينكو، وهو ما كان أكبر أسباب نزول الفريق إلى مؤخرة ترتيب القسم. عندما لم يكن مصاباً، كانت معدلات بوزر 17.8 نقطة و 9 ريباوند على مدار 51 مباراة. أنهى الجاز موسم 2004-05 بسجل 26-56، وهو السجل الأسوأ لهم منذ موسم 1981-82.

### 2005–10
في صيف 2005 واصل الجاز سعيهم لتغيير التشكيلة عبر مبادلة ثلاث بطاقات درافت للحصول على البطاقة الثالثة، والتي استعملوها لاختيار ديرون ويليامز. الانتقالات الأخرى شملت مغادرة رجا بيل إلى فينيكس صنز، واستعادة السنتر غريغ أوسترتاغ من الكينغز، كما تم نقل المصاب باستمرار راؤول لوبيز إلى ميمفيس غريزليس.
موسم 2005-06 حلّ به بلاء الإصابات قبل أن يبدأ؛ غاب بوزر عن أن أول 49 مباراة، كما تغيب غوردان جيريتشيك وكيريلينكو لأوقات طويلة أيضاً بسبب الإصابة. مع ذلك، فإن أوكور وكيرلينكو أظهروا ثباتاً في المستوى، بينما ويليامز لم يخيب الآمال بشكل عام رغم تعرضه لانخفاض بالمستوى في منتصف الموسم. على أية حال، فإن مالك الفريق لاري ميلر عبّر عن عدم رضاه عن مجهودات الفريق خلال الموسم. بقي الجاز في سباق الوصول إلى البلاي أوف حتى ما قبل النهاية بثلاث مباريات عندما خسروا ضد دالاس مافريكس. أنهى الجاز موسمهم مع سجل 41-41، على بعد ثلاثة انتصارات فقط من الوصول للبلاي أوف. اعتزل أوسترتاغ بنهاية الموسم، بعدما أمضى 10 سنوات من أصل 11 في مسيرته لاعباً للجاز.
في درافت 2006، اختار الجاز روني برور في الجولة الأولى وكل من دي براون وبول ميلساب في الجولة الثانية. تم مبادلة عدد من اللاعبين الشبان مع صانع الألعاب المخضرم ديريك فيشر من غولدين ستيت ووريرز. حصل الجاز على المديح في العديد من مواقع الإنترنت الرياضية الكبرى، وذلك بسبب الاختيارات الجيدة في الدرافت وسوق الانتقالات.
خلال موسم 2006-07، تحسن الجاز بشكل كبير مقارنةً بالسنوات السابقة، لينتهوا مع سجل 51-31. تم اختيار بوزر لمباراة كل النجوم للمرة الأولى في مسيرته (لكنه تغيب عنها بسبب إصابة طفيفة)، كما اختير السنتر محمد أوكور لـمباراة كل النجوم أيضاً. حل ديرون ويليامز ثالثاً على مستوى الدوري في معدل الآسيست كل مباراة بواقع 9.3 آسيست (وراء ستيف ناش وكريس بول).
كما طور الفريق دكة الاحتياط لديه أيضاً؛ في الـ10 مباريات التي تغيب عنها بوزر وأوكور (متصدري التسجيل في الفريق)، فاز الفريق في 8 وخسر 2 فقط. ميلساب فاجأ الجميع كمُبتدِئ، فكان احتياطياً مقتدراً لبوزر. رغم التقدم في مستويات الجاز، فإن أرقام كيريلينكو شهدت انخفاضاً حاداً، فبدا وكأنه يعاني من تقلّص أدواره، مما أدى في النهاية لانهياره باكياً في المؤتمر الصحفي الذي تلا المباراة الأولى من البلاي أوف.
واجه الجاز هيوستن روكيتس في أول أدوار البلاي أوف، وهي مباراة الفريقين ذوي المركزين 4 و 5 (كان يوتا قد حل في ترتيب أفضل بسبب فوزهم بمجموعة الشمال الغربي، لكن هيوستن امتلك سجلاً أفضل (52-30) من يوتا (51-31) فعادت إليه أفضلية اللعب على أرضه مباريات أكثر). كانت المباريات متكافئة ومليئة بالصراعات البدنية، ليفوز الفريق صاحب الأرض في أول 6 مباريات، قبل أن يكسر الجاز هذه القاعدة في المباراة السابعة ويهزم الروكتس 103-99 في هيوستن. توجب على الجاز بعدها مواجهة غولدين ستيت ووريرز صاحب المركز الثامن في الدوري، والذي كان قادماً من فوز تاريخي على صاحب المركز الأول دالاس مافريكس في الدور الأول من البلاي أوف. لكن الجاز أجاد التعامل مع الووريرز وهزمهم بسهولة 4-1. ثم واجه الجاز سان أنطونيو سبيرز في نهائي الغرب، ليخسر ضد الفريق الأكثر خبرة بنتيجة 4-1. السبيرز توج بـلقب الـNBA في نهاية المطاف بتغلبه على كليفلاند كافاليرز 4-0 في النهائي.
بنهاية الموسم، حصل الجاز على تابع في دوري الـNBA التطويري متمثل في فريق يوتا فلاش في مدينة أوريم، في ولاية يوتا، بالمشاركة مع بوسطن سلتيكس (لاحقاً في 2015 اشترى الجاز فريق آيداهو ستيمبيد وغير اسمه إلى سولت ليك سيتي ستارز ليصبح تابع الجاز في الدوري التطويري). اختار الجاز موريس آلموند في جولة الدرافت الأولى، لكنهم في النهاية أجروا بعض التغييرات على تشكيلتهم. أبرز التغييرات كانت ترك ديريك فيشر يرحل. فيشر كان قد أصبح مفضلاً لدى الجماهير بسبب لعبه القوي، وأيضاً لتعاطفهم معه بسبب صراع ابنته مع أحد أشكال مرض السرطان النادرة في العين. انتقل فيشر إلى مدينة لوس آنجلس بعد نهاية الموسم وذلك ليكون أقرب إلى مكان يحصل فيه على عناية أفضل لطفلته، ثم وقع لاحقاً لـ لوس آنجلس ليكرز. نشب جدال بعدما قاد كيريلينكو منتخبه روسيا للفوز بـ يورو باسكت 2007 (بطولة أمم أوروبا)، وهي البطولة التي تم اختياره للقب الـMVP فيها أيضاً. بعد ذلك، نشر كيريلينكو مدّونة قال فيها بأنه يتمنى أن يقوم الجاز بعمل مبادلة لنقله من الفريق وأنه يرغب بالخروج من عقده. كما أعاد تأكيد ذلك في مقابلاته لاحقاً.[بحاجة لمصدر] على أية حال، فلم تحصل أية مبادلة وبقي كيريلينكو مع الفريق.
خلال موسم 2007-08، وبعد تبادل أرسل غوردون جيريتشيك إلى فيلادلفيا سفنتي سيكسرز مقابل كايل كورفر، فقد عادل الجاز رقماً قياسياً بتحقيق 19 انتصار متتالي على أرضه، كما تحسن خارج أرضه بعد كانون الأول/ديسمبر الذي كان مليئاً بالمطبات. رغم كل الضجة التي أحاطت بكيريلينكو قبل انطلاق الموسم، فقد طوّر اللاعب أداءه، ورفع جميع معدلاته عن الموسم الماضي، كما بدا راضياً بدوره الجديد كمدافع ومُساعِد بدلاً من كونه مُسجِّل النقاط.[بحاجة لمصدر] اختير بوزر لمباراة كل النجوم مرة جديدة، بينما واصل ويليامز تطوره كذلك. أنهى الجاز الموسم في المركز الخامس على مستوى القسم الغربي بسجل 54-28. نجح الجاز ببيع جميع التذاكر في 46 مباراة من أصل 47 مباراة على ملعبهم (من ضمنها مباريات البلاي أوف)، كما حقق سجل انتصارات-هزائم رائع على ملعبه قبل البلاي أوف (37-4)، لكن هذا لم يطغى على السجل السيء للفريق خارج أرضه (17-24).
كان هيوستن روكتس خصم الجاز في الدور الأول من البلاي أوف، وحظي الروكتس بأفضلية مباراة زيادة على أرضه. تقدم الجاز 2-0 بعد انتصارين في مدينة هيوستن، لكنهم خسروا المباراة الأولى في سولت ليك سيتي. بعدما تقاسموا الانتصارات في المباراتين التاليتين، هزم الجاز الروكتس في المباراة السادسة 113-91 ليصلوا للدور الثاني في مواجهة متصدر الغرب لوس آنجلس ليكرز، وهي أول مواجهة بلاي أوف بين الفريقين منذ نهائي الغرب عام 1998. خسر الجاز أول مباراتين في لوس آنجلس. لكنهم حافظوا على سجلهم الرائع على أرضهم وفازوا بالمباراتين الثالثة والرابعة. خسر الجاز المباراة الخامسة في لوس آنجلس قبل أن يتم إقصائهم في المباراة السادسة. لم يقم الجاز بأية تحركات كبيرة بعد نهاية الموسم.
كان موسم 2008-09 صعباً على الجاز لمعاناتهم مع الإصابات التي أعاقت انسجام الفريق، وعلى الرغم من أنه كان لا يمكن إيقافهم على أرضهم مجدداً، فقد كان لديهم سجلاً تعيساً خارجها. أفضل ثلاث لاعبين في يوتا جميعهم غابوا لفترات طويلة بسبب الإصابة أو المرض؛ تغيب ويليامز عن 13 من أصل أول 15 مباراة، بوزر غاب عن أكثر من نصف الموسم، وتغيب أوكور لفترات متقطعة بسبب الإصابة وبسبب مرض والده الذي جعله يسافر إلى موطنه تركيا في بداية الموسم. في 20 شباط/فبراير 2009، توفي مالك الجاز لاري ميلر بسبب مضاعفات مرض السكري (النمط الثاني). أصبح ابنه غريغ ميلر المدير التنفيذي الجديد للفريق. أنهى الجاز الموسم 48-34 وهو ما منحهم المركز الثامن في الغرب، ثم خرجوا من أول أدوار البلاي أوف على يد لوس آنجلس ليكرز للسنة الثانية على التوالي، بعد خسارتهم للسلسلة 4-1.
كان هذا الموسم هو الموسم الأخير لمذيع الراديو والتلفزيون هوت رود هاندلي، الذي أعلن اعتزاله بعدما كان مع الجاز طوال تاريخهم (35 سنة). رغم خيبات الأمل، فقد أثبت ديرون ويليامز أنه أحد أفضل لاعبي البوينت غارد في الدوري[تحقق من المصدر]، بمعدل 19.4 نقطة و 10.8 آسيست كل مباراة، ثاني أفضل معدل في الدوري، رغم لعبه طوال الموسم مع إصابة مستمرة في الكاحل.
في درافت 2009، اختار الجاز اللاعب إريك ماينور بالبطاقة رقم 20، لكي يكون احتياطياً لويليامز. اعتزل المخضرم مات هاربينغ، مُرجعاً السبب لإصاباته التي يتعرض لها جراء أسلوب لعبه البدني. دارت شائعات أن بوزر أراد الانتقال،[بحاجة لمصدر] بعد شائعات قالت أن الجاز يبحث عن تبادل له بعدما اختار إكمال السنة الأخيرة من عقده (كان بوسعه الخروج منه)؛ لكن الفريق خرج ببيان علني يوضح فيه أنهم لا يريدون مبادلته. وبقي بوزر مع الفريق لـموسم 2009-10. أضاف الجاز أيضاً المُبتدئ ويسلي ماثيوز لتشكيلته، بعدما أثار الإعجاب في المعسكر التدريبي.
مع بداية موسم 2009-10، كانت انطلاقة الفريق 19-17. فقام الفريق بعدة تبادلات، واحدة أرسلت ماينور وعقد المعتزل هاربينغ إلى أوكلاهوما سيتي ثاندر، وأخرى أرسلت الأساسي روني برور إلى ميمفيس غريزليس في منتصف الموسم، وهو التبادل الذي انتقده ويليامز علنياً. خروج برور أفسح المجال لماثيوز لشغل المركز الأساسي. اختير ويليامز لمباراة كل النجوم للمرة الأولى. ورغم الجدال حول مستقبله قبل انطلاق الموسم، فإن بوزر قدم عروضاً أفضل من السنة السابقة، محرزاً معدل 19.5 نقطة و 11.2 ريباوند في المباراة، متغيباً عن 4 مباريات فقط بداعي الإصابة. كما قال بأنه سيسعد بالبقاء مع يوتا لفترة طويلة. بعد عودته من إصابة تعرض لها بداية الموسم، حطم كايل كورفر الرقم القياسي لنسبة تسجيل الثلاثيات في موسم واحد.
وفي القسم الغربي المتقارب، أنهى الجاز الموسم بـ53-29، ليحل بالمركز الخامس. خسر الجاز لقب المجموعة في مباراة فاصلة ضد دينفير ناغيتس الذي سيواجهه الجاز أيضاً في أول أدوار البلاي أوف. كيريلينكو الذي غاب عن 13 من آخر 15 مباراة، عاودته الإصابة قبل انطلاق البلاي أوف بيوم واحد، بينما تمزق وتر عرقوب أوكور في المباراة الأولى ليغيب عن جميع مباريات البلاي أوف بعدها. رغم الإصابات، قدم الجاز أداءً جيداً بما يكفي للتغلب على دينفير 4-2. ثم أُقصوا على يد لوس آنجلس ليكرز للسنة الثالثة على التوالي، بعدما اجتاحهم 4-0 (وهي أول خسارة بأربع مباريات للا شيء في تاريخ الجاز).

### ما بعد موسم 2010
في درافت 2010، اختار الجاز غوردون هيوارد من جامعة باتلر بالبطاقة رقم 9، وجيريمي ايفانز بالبطاقة رقم 55.
كلاعب حر، وافق بوزر على عقد لمدة 5 سنوات مقابل 80 مليون دولار مع شيكاغو بولز في 7 تموز/يوليو 2010. حوّل الجاز هذه الصفقة، إلى توقيع-ثم-مبادلة بعدها بيوم واحد ليحصل على استثناء مبادلة يساوي 13 مليون دولار من شيكاغو (يمكن استعماله في صفقات أخرى عندما يكون فرق الرواتب بين اللاعبين المنتقلين غير متساوية). بعدها بيومين، وافق كايل كورفر على الانتقال للبولز أيضاً. لم يتم إعلان شروط العقد، لكن عدة تقارير ذكرت أن الصفقة تساوي 13 مليون دولار على مدار 3 سنوات. وقع ويسلي ماثيوز على عرض بورتلاند تريل بليزر البالغ 33 مليون دولار لـ5 سنوات يوم 10 تموز/يوليو 2010.
قبل مضي أسبوع على خسارة بوزر، بادل الجاز كوستا كوفوس وبطاقتي جولة أولى مستقبليتين مع مينيسوتا مقابل آل جيفرسون، مستغلين استثناء التبادل الذي حصلوا عليه من شيكاغو من أجل الحصول على عقد جيفرسون دون تجاوز حد الراتب.
تمت إضافة رجا بيل أيضاً، لمساعدة الباك كورت (مركزي البوينت غارد والشوتنغ غارد) بعد خسارة كورفر وماثيوز. وقع بيل على عقد لثلاث سنوات بـ10 ملايين دولار أمريكي.
في 15 حزيران/يونيو 2010، كشف الجاز عن ألوانهم الجديدة وشعارهم الجديد الذي تمثل بالعودة إلى الشكل القديم (النوطة الموسيقية). كشف الفريق عن زيّه الجديد في 16 أغسطس.
كما قدم الجاز عرضاً مؤهلاً بـ1 مليون دولار للسنتر كيريلو فيسينكو وهو لاعب حرّ مقيد في حزيران/يونيو 2010. هذا العرض يخول يوتا بمطابقة أي عرض يقبل به فيسينكو من فريق آخر سواءً وقع عليه أم لا. فيسينكو وقع على العرض في 27 أيلول/سبتمبر 2010، اليوم الذي يسبق بداية المعسكر التدريبي مباشرةً.
في ليلة معسكر التدريب، أضاف الجاز لاعبَين آخرين، فرانسيسكو إلسون وإيرل واتسون، من أجل موسم 2010-11.

### بول ميلساب وآل جيفرسون؛ فترة ما دون الوسط
بدأ موسم 2010-11 بطريقة إيجابية، فالفريق لم يهزم في الفترة التحضيرية (8-0) وفي منتصف كانون الثاني/يناير كان يملك الفريق سجل 27-13 ويبدو بطريقه لموسم رابح آخر إن استمروا بهذا الإيقاع. لكن في المباريات الـ14 التالية كان سجل يوتا 4-10. في 10 فبراير 2011، حين كان سجل الفريق 31-23 بعد خسارة من شيكاغو بولز، استقال المدرب جيري سلون مع مساعده فيل جونسون. أحد مساعديه الآخرين، تيرون كوربين، تمت تسميته مدرباً للفريق، بينما بقي المساعد الآخر سكوت لايدن مع الفريق أيضاً. بعد أسبوع، عين الجاز لاعبهم السابق جيف هورناسيك كمساعد آخَر للمدرب.
في 23 شباط/فبراير 2011، قام الجاز بعمل مبادلة لنجمهم ديرون ويليامز إلى نيوجيرسي نيتس مقابل اللاعبين ديريك فيفرز وديفين هاريس، بالإضافة لبطاقتي درافت جولة أولى (بطاقة نيو جيرسي في 2011 وبطاقة غولدين ستيت المشروطة في 2012)، تحدثت الشائعات بأن ويليامز والمدرب سلون قد تبادلا الصراخ على بعضهم خلال المباراة ضد شيكاغو بولز، التي سبقت استقالة سلون، ليقرر الجاز لاحقاً مبادلة ويليامز.
وبينما كان ويليامز تحت عقد يضمن بقائه لموسم 2011-12 أيضاً، بالإضافة لخيار اللاعب مقابل 17.7 مليون دولار لموسم 2012-13، فإن المدير التنفيذي للجاز غريغ ميلر لم يعتقد بأنهم سيكونوا قادرين على التجديد معه. حيث قال ميلر: «وبينما لم أرَ أيّ مؤشر بأنه لن يوافق على إعادة التوقيع معنا، فإني لم أرَ أيّ مؤشر على موافقته». بقية الموسم شهدت استمرار معاناة الجاز، لينهوه بسجل 39-43 بالمركز 11 في القسم الغربي، ويغيبوا بالتالي عن البلاي أوف للمرة الأولى منذ 2006.
في درافت 2011، كان لدى الجاز بطاقتين من البطاقات الـ14 الأولى (حيث حصلوا على واحدة ضمن التبادل الذي أرسل ويليامز إلى نيوجرسي)، واستعملوهم باختيار إينيس كانتر وآليك بيركس. بعد نهاية إضراب الـNBA في 2011 والتي جعلت موسم 2011-12 يقتصر على 66 مباراة، ودع الجاز اثنين من أقدم اللاعبين لديهم - محمد أوكور الذي تم نقله إلى النيتس مقابل بطاقة جولة ثانية مستقبلية، وآندريه كيريلينكو، الذي لعب في موطنه روسيا خلال فترة الإضراب، والذي كان قد انتهى عقده بنهاية موسم 2011 فقرر البقاء في روسيا لما تبقى من موسم 2011-12. أيضاً جلب الجاز اللاعبيَن الحرَّين المخضرَمين جوش هاوارد وجمال تينسلي.
خلال فترة ما بعد نهاية موسم 2012، بادل الجاز ديفين هاريس بـ مارفين ويليامز مع أتلانتا هوكس.
في درافت 2012، اختار الجاز كيفن ميرفي بالبطاقة 47. وقع الجاز أيضاً مع لاعبَي الكليبرز السابقَين مو ويليامز وراندي فوي، كما أعادوا التوقيع مع جيريمي إيفانز وتينسلي. لاعب الجاز لفترة طويلة سي جيه مايلز قرر التوقيع مع كليفلاند، وآندريه كيريلنكو لم يوقع للجاز بعد نهاية الموسم. عين الجاز دينيس ليندسي كمدير عام وكيفين أوكونور كنائب لرئيس عمليات كرة السلة. المساعد سكوت لايدن الذي كان مع الجاز لفترة طويلة، غادر يوتا ليكون جزءاً من إدارة سان أنطونيو سبيرز.

### من 2013 إلى الوقت الحاضر: حقبة جديدة من إعادة البناء؛ تعيين كوين سنايدر
قبل أن يبدأ موسم 2013-14، لم يحتفظ يوتا بأي من بول ميلساب أو آل جيفرسون. وافق ميلساب على عرض بالانضمام لـ أتلانتا هوكس لمدة سنتين، بينما وقع جيفيرسون مع تشارلوت بوبكاتس. فينيكس صنز كان قد عيّن جيف هورناسيك كمدرب له خلال فترة التوقف. تعرض الجاز لاتهامات بالـ «تانكينغ» (tanking - وتعني تعمّد الخسارة أو بذل أقل من الجهد المطلوب من أجل الخسارة، وغالباً بهدف الحصول على بطاقات ذات ترتيب متقدم في الدرافت) بعدما خسروا جميع مبارياتهم الـ13 الأولى ما عدا واحدة. يُقال أن الإدارة، وبالتحديد دينيس ليندسي العضو السابق في منظومة سان أنطونيو سبيرز، هو مهندس موسم الـ «تانكينغ» أو «إعادة البناء». في 14 آذار/مارس 2014، خرج الجاز رسمياً من سباق الوصول إلى البلاي أوف بخسارته 96-87 أمام لوس آنجلس كليبرز.
في 20 أيار/مايو 2014، كسِب الجاز البطاقة الخامسة في درافت 2014، واختاروا بها لاعب البوينت غارد الأسترالي دانتي إكسام ذو الـ18 عاماً. أيضاً كان لديهم البطاقة 23 من مبادلة مع غولدين ستيت ووريرز وبطاقة الجولة الثانية الخاصة بهم (بطاقة 35). بالبطاقة 23 اختاروا رودني هود من جامعة دوك. أما البطاقة 35 فاستعملت لاختيار جارنيل ستوكس، الذي تم نقله إلى ميمفيس غريزليس مقابل بطاقة جولة ثانية مستقبلية.
في 6 حزيران/يونيو 2014، تمت تسمية مساعد مدرب أتلانتا هوكس «كوين سنايدر» كثامن مدرب في تاريخ الفريق. وقع سنايدر على عقد لثلاث سنوات مع خيار الفريق بتمديده لسنة رابعة، معوضاً بذلك تيرون كوربين.
حل يوتا جاز في المركز 11 في موسم 2014-15 بسجلّ 38-44 ولم يتأهل للبلاي أوف. في 19 شباط/فبراير 2015 دخل الجاز ضمن تبادل ثلاثي مع أوكلاهوما وديترويت، فأرسل ستيف نوفاك وإينيس كانتر إلى أوكلاهوما، وحصل على كيندريك بيركينس وغرانت جيريت وحقوق التوقيع مع تيبور بليس إضافة إلى بطاقة الدرافت -جولة ثانية- الخاصة بديترويت و بطاقة جولة أولى مشروطة من أوكلاهوما في 2018 أو 2019 أو 2020 (يجب أن يكون ترتيب البطاقة بين 1 و 14) فإن لم يحصل ذلك يأخذ يوتا بطاقتي الجولة الثانية الخاصتين بأوكلاهوما في 2020 و 2021.
في درافت 2015، اختار الجاز لاعب جامعة كينتاكي تري لايلز بالبطاقة رقم 12، أما في موسم 2015-16 فقد فشل يوتا بالتأهل إلى البلاي أوف للسنة الرابعة على التوالي، لكنه بقي في المنافسة على التأهل حتى اليوم الأخير من الموسم قبل أن ينتهي بسجل 40-42 في الترتيب التاسع على مستوى القسم الغربي.
في صيف 2016، استعمل الجاز البطاقة رقم 12 في درافت ذلك العام ضمن تبادل ثلاثي مع إنديانا بيسرز وأتلانتا هوكس، حصل فيه الجاز على صانع الألعاب جورج هيل، كما وقع مع اللاعب الحر المخضرم جو جونسون، وقام بتبادل مع سان أنطونيو سبيرز يحصل فيه على المخضرم بوريس دياو وبطاقة درافت جولة ثانية مستقبلية مقابل نقل حقوق الغارد أوليفير هانلان.

## سجل بطولات الفريق
لم يفز ببطولة الدوري الأمريكي لكرة السلة للمحترفين.

## خصوم الفريق
عبر التاريخ، لم يكن هناك للجاز خصم طبيعي أو عدو لدود، بحيث يكون الفريقين قد تنافسا ضد بعضهما عبر فترة طويلة من الزمن. لكن هناك بعض الفرق التي واجهها العديد من المرات في البلاي أوف:
هيوستن (7) - 1985، 1994، 1995، 1997، 1998، 2007، 2008 (النتيجة: جاز 5-2 هيوستن)
لوس آنجلس ليكرز (6) - 1988، 1997، 1998، 2008، 2009، 2010 (النتيجة: ليكرز 4-2 جاز)
بورتلاند (6) - 1988، 1991، 1992، 1996، 1999، 2000 (النتيجة: بورتلاند 4-2 جاز)
سان أنطونيو (5) - 1994، 1996، 1998، 2007، 2012 (النتيجة: جاز 3-2 سان أنطونيو)
فاز هيوستن ببطولتي NBA في 1994 و 1995 عندما هزموا الجاز بطريقهم للنهائي. يوتا وصلوا إلى النهائي في كلتا المرتين اللتين هزموا بهما الليكرز، بينما لوس آنجلس يصل للنهائي في كل سنة يتجاوز فيها سلسلة يوتا في أي دور كان، وربح منهم 3 بطولات في 1988، 2009 و 2010. بورتلاند وصل للنهائي بعدما هزم يوتا في 1992 أيضاً، سان أنطونيو ربح بطولة NBA بعدما هزم يوتا في سلسلة سابقة، بينما وصل يوتا لنهائي 1998 بعدما هزم سان أنطونيو في سلسلة سابقة.
لدى الجاز خصومة مع دينفر ناغيتس بسبب منطقتهم. كلا الناديين يتوضع جغرافياً في جبال روكي، كما أنهما في نفس المجموعة منذ 1979، وانتقلا معاً لمجموعة الشمال الغربي منذ موسم 2004-05.
خلال موسم 2012-13، تنافس الجاز والليكرز على المركز الثامن وآخر المراكز المؤهلة للبلاي أوف في القسم الغربي. لكن ما حصل هو أن الجاز لم يتأهل للبلاي أوف، بينما تجاوز الليكرز هيوستن روكتس في الترتيب ليحصل على المركز السابع وينزل الروكتس إلى المركز الثامن. في النهاية خسر الليكرز في 4 مباريات ضد بطل القسم الغربي سان أنطونيو سبيرز، الذي خسر بدوره ضد ميامي هيت في سلسلة نهائي من 7 مباريات.

## الأولمبيون
| السنة        | اللاعب          | البلد            | النتيجة         |
| ------------ | --------------- | ---------------- | --------------- |
| برشلونة 1992 | جون ستوكتون     | الولايات المتحدة | ميدالية ذهبية   |
| برشلونة 1992 | كارل مالون      | الولايات المتحدة | ميدالية ذهبية   |
| أتلانتا 1996 | جون ستوكتون     | الولايات المتحدة | ميدالية ذهبية   |
| أتلانتا 1996 | كارل مالون      | الولايات المتحدة | ميدالية ذهبية   |
| أثينا 2004   | كارلوس بوزر     | الولايات المتحدة | ميدالية برونزية |
| أثينا 2004   | كارلوس أرويو    | بورتو ريكو       | المركز السادس   |
| بكين 2008    | كارلوس بوزر     | الولايات المتحدة | ميدالية ذهبية   |
| بكين 2008    | ديرون ويليامز   | الولايات المتحدة | ميدالية ذهبية   |
| بكين 2008    | أندريه كيريلنكو | روسيا            | المركز التاسع   |

## أرقام قياسية
الجاز هو الفريق الوحيد في تاريخ الـNBA الذي لم يخسر 60 مباراة أو أكثر في موسم واحد. هذا الانفراد تحقق عندما خسر كل من نيو يورك نيكس ولوس آنجلس ليكرز أكثر من 60 مباراة في موسم 2014-15.

## الملاعب

### في نيو أورلينز
- لويولا فيلد هاوس (1974-1975)
- مونيسيبال أوديتوريوم (1974-1975)
- لويزيانا سوبردوم (1975-1979)

### في سولت ليك سيتي
- سولت بالاس (1979-1991)
- فيفينت سمارت هوم أرينا (عرفت سابقاً باسمي دلتا سنتر وإنيرجي سوليوشنز أرينا) (1991-إلى الآن)

## تميمة الحظ
دبّ الجاز هو تميمة الحظ (الماسكوت: جالب الحظ) ليوتا جاز. تم تقديم دبّ الجاز إلى الدوري في 4 تشرين الثاني/نوفمبر من عام 1994.

## الشعار والأطقم
منذ انتقال الفريق من نيو أورلينز إلى سولت ليك سيتي في 1979، ارتدى يوتا الجاز العديد من الأطقم عبر تاريخه. من 1979 إلى 1996، طقم الجاز الأساسي على أرضه تألف من شعار (كلمة Jazz «جاز» مع حرف J «ج» على شكل نوطة موسيقية ممزوجة مع كرة سلة) في مركز الصدر، وأرقام باللون الأرجواني. التعديل الوحيد على هذا الطقم هو إضافة كلمة يوتا إلى الشعار في منتصف الصدر قبل موسم 1986-87. أما ثياب الفريق الاحتياطية (خارج الأرض) فقد كانت أرجوانية مع شعار النوطة الموسيقية وأرقام باللون الأبيض. بين 1981 و 1984، لباس الجاز خارج أرضه كان باللون الأخضر الغامق، مع شعار الجاز المذكور آنفاً في منتصف الصدر وأرقام باللون الذهبي. في موسم 1984-85، تمت إعادة الطقم الاحتياطي إلى اللون الأرجواني، هذه المرة مع أرقام باللون الذهبي ذات إطار أبيض، إضافةً لوضع كلمة يوتا على الشعار. تم ارتداء هذه الأطقم حتى موسم 1995-96.
بالنسبة لموسم 1996-97، فقد حدّثَ الجاز شعارهم وأطقمهم محدثين تغييراً جذرياً، مع ألوان جديدة تتألف من الأرجواني (ذو درجة أقل قتامة من السابق قليلاً) والنحاسي والفيروزي. وشهدت مجموعة أطقمهم الجديدة صورة ظلية لـجبال واساتش (التي تطل عليها مدينة سولت ليك سيتي وضواحيها، وهي الحافة الغربية لسلسلة جبال روكي) في منتصف الصدر، مع كتابة جديدة وأنيقة لكلمة «جاز» بألوان الأرجواني والفيروزي. أما الطقم الاحتياطي، فالملابس أرجوانية، والجبل الأبيض بحيث يتدرج لونه حتى يندمج مع الأرجواني فوق الأرقام البيضاء تماماً، الأرقام البيضاء ذات إطار نحاسي من الداخل وإطار خارجي عريض باللون الأزرق المخضرّ. في القميص الأبيض الأساسي المخصص للمباريات في يوتا، الأرقام ذات لون أرجواني، مع إطار داخلي أبيض وإطار خارجي أزرق مخْضَرّ. ارتدى الجاز هذه الأطقم حتى موسم 2003-04.
قدم الجاز أيضاً طقمهم الثالث باللون الأسود في موسم 1998-99، مع كلمة «جاز» في منتصف الصدر، ولكن بدون الرسمة الظلية لجبال واساتش. على هذا الطقم، كانت كلمة جاز والأرقام بيضاء اللون، الإطار الداخلي أرجواني والإطار الخارجي العريض نحاسي اللون إضافة إلى أشرطة جانبية نحاسية. تم ارتداء هذا الطقم حتى موسم 2003-04.
في موسم 2004-05، غير الجاز ألوانهم وشعارهم وأطقمهم مجدداً. الألوان الجديدة، والتي استعملها الفريق إلى غاية موسم 2009-10، تألفت من الأزرق الكُحْليّ والأزرق الشاحب والفضيّ والأرجواني، لكن الأرجواني لم يستعمل في الشعار الرئيسي والشعار الثانوي. شعار الفريق بقي نفسه من ناحية الشكل، وتغيّرت ألوانه فقط. الطقم الأساسي تألف من كلمة جاز (المحدّثة الشكل) في منتصف الصدر باللون الأزرق الكحليّ مع أرقام كحليّة اللون أيضاً، كلتا الشيئين يحيط بهما اللون الفضي ثم إطار أزرق الشاحب. الطقم الاحتياطي كان باللون الكحلي، مع كلمة يوتا باللون الأزرق الشاحب في منتصف الصدر وأرقام بذات اللون، كلاهما مع إطار داخلي أبيض أما الإطار الخارجي السميك فكان فضيّاً.
في موسم 2006-07، قدم الجاز طقماً ثالثاً جديداً باللون الأزرق الشاحب. هذا الطقم الذي استعمله الفريق إلى نهاية موسم 2009-10، احتوى على كلمة جاز مطابقة لتلك الموجودة على شعار الفريق، وأرقام كحليّة اللون مع نفس الإطار الفضي والأبيض. الاسم المطبوع على ظهر القمصان كان باللون الأزرق الكحليّ.
في 15 حزيران/يونيو 2010، كشف الجاز عن شعار جديد وألوان جديدة على موقعه الرسمي على الإنترنت. لموسم 2010-11، عاد الجاز إلى شعاره الأصلي ذو النوطة الموسيقية (دون كلمة يوتا)، أما الألوان الجديدة فكانت الأزرق الكحليّ والذهبي والأخضر الغامق والرمادي. مجموعة الأطقم الجديدة، والتي كشف النقاب عنها في 16 آب/أغسطس 2010، أظهرت تصميماً يطابق تقريباً تصميم أطقم الفريق بين 1984-96، مع الفروقات التالية: الأزرق الكحليّ بدلاً من الأرجواني للطقم الاحتياطي، الأرقام بالأخضر الغامق على الطقم الأبيض الأساسي، كلمة جاز باللون الأبيض على الطقم الاحتياطي، إضافة لوجود أشرطة جانبية في كلا الطقمين. كانت الأطقم الجديدة مزيجاً من التصاميم الجديدة والقديمة؛ فاللون الأزرق الكحليّ الحديث تم الإبقاء عليه، بينما عاد حرف «ج» ذو النوطة الموسيقية الشهيرة، كما تم إعادة أحياء اللونين الذهبي والأخضر.
في 9 كانون الأول/ديسمبر 2011، كشف الجاز عن الطقم الثالث المشابه للطقم الاحتياطي، مع استبدال ألوان الكحليّ والأخضر بحيث يكون اللون الأساسي فيه هو الأخضر، مع شريط كحليّ على الجانب.
في 12 أيار/مايو 2016، كشف الجاز عن هوية مجددة تتضمن نظاماً جديداً للشعار، مع بعض التعديلات على الأطقم وتصميم جديد لأرضية ملعبهم، إضافة إلى اختيار اسم الفريق كشعار رئيسي (انظر الشعار في أعلى المقال).

## اللاعبون

### التشكيلة الحالية
| يوتا جاز    | يوتا جاز | يوتا جاز               | يوتا جاز | يوتا جاز | يوتا جاز      | يوتا جاز                | يوتا جاز |
| اللاعبون    | اللاعبون | اللاعبون               | اللاعبون | اللاعبون | اللاعبون      | اللاعبون                | المدربون |
| المركز      | الرقم    | الاسم                  | الطول    | الوزن    | تاريخ الميلاد | من                      | المدرب |
| ----------- | -------- | ---------------------- | -------- | -------- | ------------- | ----------------------- | --- |
| فورورد/سنتر | 22       | جويل بولومبوي          | 2.06 متر | 107 كغ   | 28-01-1994    | ويبير ستيت              | المدرب الرئيسي: - كوين سنايدر المدربون المساعدون: - جوني براينت - آليكس ينسن - براد جونز - إيغور كوكوسكوف - أنطونيو لانغ - مايك ويلز - مارك مكاون (تطوير اللاعبين) - جيف واتكينسون (تطوير اللاعبين) |
| غارد        | 10       | آليك بيركس             | 1.98 متر | 97 كغ    | 20-07-1991    | كولورادو                | المدرب الرئيسي: - كوين سنايدر المدربون المساعدون: - جوني براينت - آليكس ينسن - براد جونز - إيغور كوكوسكوف - أنطونيو لانغ - مايك ويلز - مارك مكاون (تطوير اللاعبين) - جيف واتكينسون (تطوير اللاعبين) |
| فورورد/سنتر | —        | بوريس دياو             | 2.03 متر | 113 كغ   | 16-04-1982    | إنسيب (فرنسا)           | المدرب الرئيسي: - كوين سنايدر المدربون المساعدون: - جوني براينت - آليكس ينسن - براد جونز - إيغور كوكوسكوف - أنطونيو لانغ - مايك ويلز - مارك مكاون (تطوير اللاعبين) - جيف واتكينسون (تطوير اللاعبين) |
| غارد        | 11       | دانتي إكسام            | 1.98 متر | 86 كغ    | 13-07-1995    | ليك جينيديرا (أستراليا) | المدرب الرئيسي: - كوين سنايدر المدربون المساعدون: - جوني براينت - آليكس ينسن - براد جونز - إيغور كوكوسكوف - أنطونيو لانغ - مايك ويلز - مارك مكاون (تطوير اللاعبين) - جيف واتكينسون (تطوير اللاعبين) |
| فورورد      | 15       | ديريك فيفرز (كابتن)    | 2.08 متر | 120 كغ   | 15-07-1991    | جورجيا تيك              | المدرب الرئيسي: - كوين سنايدر المدربون المساعدون: - جوني براينت - آليكس ينسن - براد جونز - إيغور كوكوسكوف - أنطونيو لانغ - مايك ويلز - مارك مكاون (تطوير اللاعبين) - جيف واتكينسون (تطوير اللاعبين) |
| سنتر        | 27       | رودي غوبير             | 2.16 متر | 111 كغ   | 26-06-1992    | فرنسا                   | المدرب الرئيسي: - كوين سنايدر المدربون المساعدون: - جوني براينت - آليكس ينسن - براد جونز - إيغور كوكوسكوف - أنطونيو لانغ - مايك ويلز - مارك مكاون (تطوير اللاعبين) - جيف واتكينسون (تطوير اللاعبين) |
| غارد/فورورد | 20       | غوردون هايوارد (كابتن) | 2.03 متر | 103 كغ   | 23-03-1990    | باتلر                   | |
| غارد        | 3        | جورج هيل               | 1.91 متر | 85 كغ    | 04-05-1986    | إنديانا بوردو           | - (كابتن) - قائد الفريق - (د) - اختيار درافت لم يتم التوقيع معه - (ل.ح) - لاعب حر - (م) - موقوف - (د.ت) - مرسل للدوري التطويري - (مصاب) - اللاعب مصاب حالياً                                         |
| غارد/فورورد | 5        | رودني هود              | 2.03 متر | 93 كغ    | 20-10-1992    | دوك                     | - (كابتن) - قائد الفريق - (د) - اختيار درافت لم يتم التوقيع معه - (ل.ح) - لاعب حر - (م) - موقوف - (د.ت) - مرسل للدوري التطويري - (مصاب) - اللاعب مصاب حالياً                                         |
| غارد/فورورد | 2        | جو إنغلز               | 2.03 متر | 103 كغ   | 02-10-1987    | ليك جينيديرا (أستراليا) | - (كابتن) - قائد الفريق - (د) - اختيار درافت لم يتم التوقيع معه - (ل.ح) - لاعب حر - (م) - موقوف - (د.ت) - مرسل للدوري التطويري - (مصاب) - اللاعب مصاب حالياً                                         |
| غارد/فورورد | 23       | كريس جونسون            | 1.98 متر | 93 كغ    | 29-04-1990    | ديتون                   | - (كابتن) - قائد الفريق - (د) - اختيار درافت لم يتم التوقيع معه - (ل.ح) - لاعب حر - (م) - موقوف - (د.ت) - مرسل للدوري التطويري - (مصاب) - اللاعب مصاب حالياً                                         |
| غارد/فورورد | 6        | جو جونسون              | 2.01 متر | 109 كغ   | 29-06-1981    | أركانساس                | - (كابتن) - قائد الفريق - (د) - اختيار درافت لم يتم التوقيع معه - (ل.ح) - لاعب حر - (م) - موقوف - (د.ت) - مرسل للدوري التطويري - (مصاب) - اللاعب مصاب حالياً                                         |
| فورورد      | 41       | تري لايلز              | 2.08 متر | 106 كغ   | 05-11-1995    | كينتاكي                 | - (كابتن) - قائد الفريق - (د) - اختيار درافت لم يتم التوقيع معه - (ل.ح) - لاعب حر - (م) - موقوف - (د.ت) - مرسل للدوري التطويري - (مصاب) - اللاعب مصاب حالياً                                         |
| غارد        | 8        | شيلفين ماك             | 1.91 متر | 92 كغ    | 22-04-1990    | باتلر                   | - (كابتن) - قائد الفريق - (د) - اختيار درافت لم يتم التوقيع معه - (ل.ح) - لاعب حر - (م) - موقوف - (د.ت) - مرسل للدوري التطويري - (مصاب) - اللاعب مصاب حالياً                                         |
| غارد        | 25       | راؤول نيتو             | 1.88 متر | 81 كغ    | 19-05-1992    | البرازيل                | - (كابتن) - قائد الفريق - (د) - اختيار درافت لم يتم التوقيع معه - (ل.ح) - لاعب حر - (م) - موقوف - (د.ت) - مرسل للدوري التطويري - (مصاب) - اللاعب مصاب حالياً                                         |
| غارد        | 16       | ماركوس بيج             | 1.88 متر | 74 كغ    | 11-09-1993    | نورث كاورلاينا          | |
| غارد        | 13       | تيرون والاس (د)        | 1.98 متر | 93 كغ    | 10-06-1994    | كاليفورنيا              | التشكيلة آخر تغيير: 26-08-2010 |
| سنتر        | 24       | جيف ويذي               | 2.13 متر | 105 كغ   | 07-03-1990    | كانساس                  | التشكيلة آخر تغيير: 26-08-2010 |

### حقوق الدرافت المُحْتَفَظ بها
يحمل الجاز حقوق الدرافت للاختيارات التالية والتي لم يتم التوقيع معها وتلعب خارج الـNBA حالياً. لاعب الدرافت، سواءً كان دولياً أو جامعياً، إن لم يوقع مع الفريق الذي اختاره في الدرافت، يحق له التوقيع مع أي فريق خارج الـNBA. في هذه الحالة، يحتفظ الفريق بحقوق الدرافت الخاصة به في الـNBA حتى ما بعد مضي سنة واحدة على نهاية عقد اللاعب مع الفريق خارج الـNBA. هذه القائمة تتضمن حقوق الدرافت التي حصل عليها الفريق من مبادلات مع فرق أخرى.
| درافت | الجولة | الاختيار | اللاعب      | المركز      | الجنسية          | الفريق الحالي     | ملاحظات                 | المرجع |
| ----- | ------ | -------- | ----------- | ----------- | ---------------- | ----------------- | ----------------------- | ------ |
| 2008  | 2      | 44       | أنتي توميتش | سنتر        | كرواتيا          | برشلونة (إسبانيا) |                         | [ 62 ] |
| 2003  | 2      | 36       | ماريو أوستن | سنتر/فورورد | الولايات المتحدة | لاعب حر           | حصل عليه من شيكاغو بولز | [ 63 ] |

### الأرقام المعلقة
| الرقم       | اللاعب           | المركز      | الفترة    |
| ----------- | ---------------- | ----------- | --------- |
| 1           | فرانك لايدن      | مدرب        | 1981-1988 |
| 4           | أدريان دانتلي    | فورورد      | 1979-1986 |
| 7           | بيت مارافيتش     | غارد        | 1974-1979 |
| 9           | لاري ميلر        | مالك النادي | 1985-2009 |
| 12          | جون ستوكتون      | غارد        | 1984-2003 |
| 14          | جيف هورناسيك     | غارد        | 1994-2000 |
| 32          | كارل مالون       | فورورد      | 1985-2003 |
| 35          | داريل غريفيث     | غارد        | 198-1991  |
| 53          | مارك إيتون       | سنتر        | 1982-1993 |
| 1223        | جيري سلون        | مدرب        | 1988-2011 |
| المايكروفون | "هوت" رود هاندلي | مذيع        | 1974-2009 |

### قاعة مشاهير كرة السلة
| الواصلون لقاعة المشاهير من يوتا جاز | الواصلون لقاعة المشاهير من يوتا جاز | الواصلون لقاعة المشاهير من يوتا جاز | الواصلون لقاعة المشاهير من يوتا جاز | الواصلون لقاعة المشاهير من يوتا جاز |
| اللاعبون                            | اللاعبون                            | اللاعبون                            | اللاعبون                            | اللاعبون                            |
| ----------------------------------- | ----------------------------------- | ----------------------------------- | ----------------------------------- | ----------------------------------- |
| الرقم                               | الاسم                               | المركز                              | الفترة                              | سنة الوصول                          |
| 7 44                                | بيت مارافيتش 1                      | غارد                                | 1974-80                             | 1987                                |
| 8                                   | وولت بيلامي 2 3                     | سنتر                                | 1974                                | 1993                                |
| 25                                  | غيل غودريتش 2                       | غارد                                | 1976-79                             | 1996                                |
| 4                                   | أدريان دانتلي                       | غارد/فورورد                         | 1979-86                             | 2008                                |
| 12                                  | جون ستوكتون 4                       | غارد                                | 1984-2003                           | 2009                                |
| 32                                  | كارل مالون 5                        | فورورد                              | 1985-2003                           | 2010                                |
| 22                                  | بيرنارد كينغ                        | فورورد                              | 1979-80                             | 2013                                |
| 24                                  | سبينسر هايوود                       | فورورد/سنتر                         | 1979                                | 2015                                |
| المدربون                            |                                     |                                     |                                     |                                     |
| –                                   | إلغين بايلور 6 7                    | مدرب                                | 1974 1976-79                        | 1977                                |
| 1223                                | جيري سلون                           | مدرب                                | 1988-2011                           | 2009                                |

ملاحظات:
- 1 بدأ اللعب للفريق عندما كان يعرف بـ نيو أورلينز جاز
- 2 لعب للفريق عندما كان يعرف بـ نيو أورلينز جاز
- 3 في المجموع، أدخل بيلامي قاعة المشاهير مرتين، كلاعب وكعضو في الفريق الأولمبي 1960
- 4 في المجموع، أدخل ستوكتون قاعة المشاهير مرتين، كلاعب وكعضو في الفريق الأولمبي 1992
- 5 في المجموع، أدخل مالون قاعة المشاهير مرتين، كلاعب وكعضو في الفريق الأولمبي 1992
- 6 درب الفريق عندما كان يعرف بـ نيو أورلينز جاز
- 7 دخل اسمه قاعة المشاهير كلاعب

### متصدري الأرقام في النادي
اللاعبون بالخط العريض مازالوا يلعبون للفريق، اللاعبون بالخط المائل مازالوا يلعبون ولكن لفرق أخرى.
النقاط المسجلة (الموسم العادي/ما قبل البلاي أوف) بنهاية موسم 2015-16. 
1. كارل مالون (36,374)
2. جون ستوكتون (19,711)
3. أدريان دانتلي (13,635)
4. داريل غريفيث (12,391)
5. ثيرل بايلي (9,897)
6. أندريه كيريلينكو (8,411)
7. بيت مارافيتش (8,324)
8. ديرون ويليامز (7,576)
9. محمد أوكور (7,255)
10. ريكي غرين (6,917)
11. جيف هورناسيك (6,848)
12. كارلوس بوزر (6,821)
13. بول ميلساب (6,713)
14. غوردون هايوارد (6,476)
15. بريون راسل (5,752)
16. مات هاربرينغ (5,604)
17. مارك إيتون (5,216)
18. جيف مالون (5,158)
19. ديريك فيفرز (4,650)
20. آل جيفرسون (4,089)
21. ريتش كيلي (4,044)
22. آرون جيمس (3,829)
23. بوب هانسن (3,550)
24. جيف ويلكنز (3,445)
25. غريغ أوسترتاغ (3,425)
26. سي جيه مايلز (3,264)
27. جيم ماكيلروي (3,188)
28. ديفيد بينويت (3,035)
29. تراك روبينسون (2,901)
30. بين بوكيت (2,873)

إحصائيات أخرى (الموسم العادي/ما قبل البلاي أوف) بنهاية موسم 2015-16.
البلوك (منع التسديد)
1. مارك إيتون (3,064)
2. أندريه كيريلينكو (1,380)
3. غريغ أوسترتاغ (1,253)
4. كارل مالون (1,125)
5. ثيرل بايلي (879)

الستيل (خطف الكرة)
1. جون ستوكتون (3,265)
2. كارل مالون (2,035)
3. ريكي غرين (1,100)
4. أندريه كيريلينكو (960)
5. داريل غريفيث (931)

الآسيست (صناعة النقاط)
1. جون ستوكتون (15,806)
2. كارل مالون (5,085)
3. ريكي غرين (4,159)
4. ديرون ويليامز (4,003)
5. أندريه كيريلينكو (1,919)

الريباوند (المتابعات)
1. كارل مالون (14,601)
2. مارك إيتون (6,939)
3. جون ستوكتون (4,051)
4. غريغ أوسترتاغ (3,978)
5. ريتش كيلي (3,972)

عدد الدقائق
1. كارل مالون (53,479)
2. جون ستوكتون (47,764)
3. مارك إيتون (25,169)
4. داريل غريفيث (21,403)
5. أندريه كيريلينكو (20,989)

### الجوائز الفردية
فريق NBA الدفاعي الأول [الإنجليزية]
- إي.سي كولمان - 1977
- مارك إيتون - 1985، 1986، 1989
- كارل مالون 1997، 1998، 1999
- أندريه كيريلينكو - 2006

فريق NBA الدفاعي الثاني [الإنجليزية]
- مارك إيتون - 1987، 1988
- كارل مالون 1988
- جون ستوكتون 1989، 1991، 1992، 1995، 1997
- أندريه كيريلينكو - 2004، 2005

فريق مبتدئي NBA [الإنجليزية]
- داريل غريفيث - 1981
- ثيرل بايلي - 1984
- كارل مالون - 1986
- أندريه كيريلينكو - 2002
- ديرون ويليامز - 2006
- تري بيرك - 2014

فريق مبتدئي NBA الثاني [الإنجليزية]
- بلو إدواردز - 1990
- بول ميلساب - 2007
- ديريك فيفرز - 2011

فريق الـNBA الأول [الإنجليزية]
- بيت مارافيتش - 1976، 1977
- كارل مالون - 1989، 1990، 1991، 1992، 1993، 1994، 1995، 1996، 1997، 1998، 1999
- جون ستوكتون - 1994، 1995

فريق NBA الثاني [الإنجليزية]
- بيت مارافيتش - 1978
- أدريان دانتلي - 1981، 1984
- كارل مالون - 1998، 2000
- جون ستوكتون - 1988، 1989، 1990، 1992، 1993، 1996
- ديرون ويليامز - 2008، 2010

فريق NBA الثالث [الإنجليزية]
- جون ستوكتون - 1991، 1997، 1999
- كارل مالون - 2001
- كارلوس بوزر - 2008

جائزة الـ إم في بي MVP
- كارل مالون - 1997 و 1999

أفضل لاعب مبتدئ
- داريل غريفيث - 1981

أفضل لاعب دفاعي [الإنجليزية]
- مارك إيتون - 1985 و 1989

أفضل مدرب [الإنجليزية]
- فرانك لايدن - 1984

أفضل إداري [الإنجليزية]
- فرانك لايدن - 1984

إم-في-بي مباراة كل النجوم [الإنجليزية]
- كارل مالون - 1989 و 1993
- جون ستوكتون - 1993

جائزة ج. والتر كينيدي للمواطنة
- فرانك لايدن - 1984
- ثيرل بايلي - 1989

الاختيار لمباراة كل النجوم [الإنجليزية]
- بيت مارافيتش - 1977، 1978، 1979
- تراك روبينسون - 1978
- أدريان دانتلي - 1980، 1981، 1982، 1984، 1985، 1986
- ريكي غرين - 1984
- كارل مالون - 1988، 1989، 1990، 1991، 1992، 1993، 1994، 1995، 1996، 1997، 1998، 1999، 2000، 2001، 2002
- جون ستوكتون - 1989، 1990، 1991، 1992، 1993، 1994، 1995، 1996، 1997، 2000
- مارك إيتون - 1989
- أندريه كيريلينكو - 2004
- كارلوس بوزر - 2007، 2008
- محمد أوكور - 2007
- ديرون ويليامز - 2010، 2011

## متصدرو الإحصائيات في النادي
- طول مسيرته
  - المباريات: جون ستوكتون (1,504)
  - عدد الدقائق: كارل مالون (53,479)
  - التسديد الناجح (بدون الرميات الحرة): كارل مالون (13,335)
  - محاولات التسجيل (بدون الرميات الحرة): كارل مالون (25,810)
  - الثلاثيات الناجحة: جون ستوكتون (845)
  - محاولات تسديد الثلاثيات: جون ستوكتون (2,203)
  - الرميات الحرة الناجحة: كارل مالون (9,619)
  - محاولات الرميات الحرة: كارل مالون (12,963)
  - الريباوند الهجومي: كارل مالون (3,501)
  - الريباوند الدفاعي: كارل مالون (11,100)
  - مجموع الريباوند: كارل مالون (14,601)
  - الآسيست: جون ستوكتون (15,806) **
  - الستيل: جون ستوكتون (3,265) **
  - البلوك: مارك إيتون (3,064)
  - الترن أوفر: كارل مالون (4,421)
  - الأخطاء الشخصية: كارل مالون (4,462)
  - النقاط: كارل مالون (36,374)
- المعدل في المباراة الواحدة
  - عدد الدقائق: تراك روبنسون (43.35)
  - التسديد الناجح (بدون الرميات الحرة): أدريان دانتلي (10.65)
  - محاولات التسجيل (بدون الرميات الحرة): بيت مارافيتش (22.75)
  - الثلاثيات الناجحة: جيف هورناسيك (0.92)
  - محاولات تسديد الثلاثيات: بيرون راسل (2.32)
  - الرميات الحرة الناجحة: أدريان دانتلي (8.27)
  - محاولات الرميات الحرة: أدريان دانتلي (10.11)
  - الريباوند الهجومي: كارل مالون (3.5)
  - الريباوند الدفاعي: كارل مالون (11.42)
  - مجموع الريباوند: كارل مالون (14.92)
  - الآسيست: جون ستوكتون (10.51)
  - الستيل: جون ستوكتون (2.17)
  - البلوك: مارك إيتون (3.50)
  - الترن أوفر: بيت مارافيتش (4.25)
  - الأخطاء الشخصية: داني تشايز (3.85)
  - النقاط: أدريان دانتلي (29.58)
- المعدل كل 48 دقيقة
  - التسديد الناجح (بدون الرميات الحرة): أدريان دانتلي 13.16
  - محاولات التسجيل (بدون الرميات الحرة): بيت مارافيتش (28.48)
  - الثلاثيات الناجحة: كريس موريس (1.85)
  - محاولات تسديد الثلاثيات: كريس موريس (6.08)
  - الرميات الحرة الناجحة: جون درو (10.97)
  - محاولات الرميات الحرة: جون درو (14.28)
  - الريباوند الهجومي: رون بيهاغين (5.52)
  - الريباوند الدفاعي: تراك روبينسون (12.65)
  - مجموع الريباوند: ريتش كيلي (16.72)
  - الآسيست: جون ستوكتون (15.88)
  - الستيل: كاري سكاري (3.65)
  - البلوك: مارك إيتون (5.84)
  - الترن أوفر: جيم ليس (5.55)
  - الأخطاء الشخصية: إريك ليكنر (10.3)
  - النقاط: جون درو (36.98)

** يتصدر الـNBA أيضاً.

## مدربو الفريق
| السنوات           | المدرب             | الرصيد (فوز-خسارة) |
| ----------------- | ------------------ | ------------------ |
| 1974–1975         | سكوتي روبيرتسون    | (1–14)             |
| 1974–1975         | إلغين بايلور       | (0–1)              |
| 1974–1977         | بيل فان بريدا كولف | (74–100)           |
| 1977–1979         | إلغين بايلور       | (86–134)           |
| 1979–1981         | توم نيسالكه        | (60–124)           |
| 1981–1988         | فرانك لايدن        | (277–294)          |
| 1988–2011         | جيري سلون          | (1221–758)         |
| 2011–2014         | تيرون كوربين       | (112–146)          |
| 2014–الوقت الحاضر | كوين سنايدر        | (78–86)            |
| 1974–الوقت الحاضر | المجموع            | 1808–1561          |

## وصلات خارجية
- موقع النادي الرسمي